# Intervallträning
Intervallträning är en samling träningsmetoder som syftar till att förbättra en kombination av snabbhet, styrka och uthållighet. I sin enklaste beskrivning handlar det om att under samma träningspass varva hög intensitet med lägre intensitet. Intervallträning kan bedrivas i olika sporter.
Inom löpning kan man till exempel jogga lugnt i 50 meter och sedan springa så snabbt man orkar 50 meter för att sedan jogga ytterligare en sträcka och så vidare. En löparbana lämpar sig bra för intervallträning eftersom det där är lätt att kontrollera distansen. En del förespråkar att man istället för en viss distans som mått använder sig av en given tid, exempelvis löpning 1 minut, lugn jogg en minut och så vidare. Intervallträning kan också utföras uppför korta eller längre backar (kallas då backträning alternativt backintervaller), med lätt jogg eller gång tillbaka nerför backen som lågintensiv del. Observera att det är viloperioderna, oavsett om de består av stillastående, gående, eller lugnare löpning/jogg som är själva intervallerna, och som givit sitt namn åt denna typ av träning. Man skjuter alltså in intervaller av vila mellan belastningen under själva passet.

## Olika former av intervallträning

### Tröskelintervaller
Tröskelintervaller bör vara den första intervallträningsformen. Den syftar till att träna kroppen att hantera ökad mjölksyramängd på ett effektivare sätt. Farten under arbetspassen ska vara ungefär den medelhastighet man maximalt orkar hålla i 60 minuter, dock minst 10 kilometer i timmen. Vilan bör vara 30-90 sekunder lång samt ske stående för att inte sänka mjölksyramängden för mycket.

### VO2Max-fartintervaller
VO2Max-fart syftar till att träna upp förmågan att utnyttja syre effektivt. Till skillnad mot tröskelträning är det vid VO2Max-träning viktigt att inte få en hög mängd mjölksyra eftersom det hämmar löparens möjlighet att hålla jämn fart och god löpstil genom alla arbetspass. Därför ska man dels ha längre perioder med låg intensitet, dels helst jogga under vilan för att hjälpa kroppen att forsla bort mjölksyra från musklerna. [källa behövs]

### Repetitionsträning
Repetitioner syftar till att öka löparens löpeffektivitet och fartvana. Vanligtvis är repetitionerna många, men korta. Det är viktigt att inte köra för långt per repetition, samt att vila ordentligt mellan varje repetition. Grundregeln är att försöka vara i princip helt mjölksyrafri innan man påbörjar nästa repetition. Anledningen är att det är rörelsemönstret i hög fart som ska tränas och vid trötthet är det svårare att röra sig optimalt. [källa behövs]

## Högintensiv intervallträning (HIIT)
Ett enkelt upplägg är enligt följande: välj någon form av belastande övning som aktiverar en stor muskelgrupp, exempelvis benen. Genomför en ordentlig uppvärmning. Utför sedan övningen i mycket hög hastighet med så många repetitioner som möjligt under trettio sekunder. Vila sedan i trettio sekunder och upprepa detta så många gånger som är möjligt. Målet är att genomföra detta i femton minuter, eller femton gånger, för att på så sätt uppnå bästa resultat. [källa behövs]
En rekommendation är att först genomföra en ordentlig läkarundersökning innan detta utövas då denna träningsmetod är mycket krävande för bland annat hjärtat. Då det gäller val av övning för denna metod så är motionscykeln skonsammare, då till exempel löpning medför risk att snubbla eller vricka foten.

### Fettförbränning
På senare tid har det upptäckts att denna metod har en mycket positiv egenskap då fettförbränning eftertraktas, men även då, som inom bodybuilding, en muskelvolym är att föredra. Denna typ av träningsmetod har visat sig inneha två motsatta egenskaper, nämligen förmågan att både bränna fett och bygga muskler samtidigt. Testosteronnivån ökar med upp till 40 procent.[källa behövs]

### Jämförelse
När det gjordes ett försök med två grupper, varav den ena gruppen använde sig av vanlig lågintensiv träning så kom man fram till att HIIT-gruppen förbrände tre gånger mer underhudsfett, men förbrukade bara hälften så mycket energi.
I testen deltog 17 personer under 20 veckor.
[källa behövs]
| Redskap (träningscykel) | Lågintensiv träning                                 | Högintensiv intervallträning |
| ----------------------- | --------------------------------------------------- | --- |
| Tidsåtgång (minuter)    | 30 som utökades till 45                             | 30 |
| Frekvens                | 4 ggr/vecka med utökning till 5 ggr/vecka           | Totalt 25 tillfällen, varav hälften före 5:e veckan.                                                                             |
| Intensitet              | 60% av maximal hjärtkapacitet med utökning till 85% | 70% av maximal hjärtkapacitet uppvärmning 60% i 10 sekunder och 70% under 90 sekunder; öka med 5 procentenheter var tredje vecka |
| Energiförbrukning (MJ)  | 120,4 ± 31,0                                        | 57,9 ± 14,4 |
| Fettförbränning (mm)    | 4,5                                                 | 13,9 |